# Paul A. Partain
Paul A. Partain (Austin, 3 de maio de 1946 — Austin, 27 de janeiro de 2005) foi um ator norte-americano, mais conhecido pela sua participação no filme de terror clássico cult The Texas Chain Saw Massacre de 1974, interpretando o deficiente cadeirante Franklin Hardesty.

## Vida e carreira
Partain nasceu em Austin, Texas. Ele serviu na Marinha dos Estados Unidos durante a Guerra do Vietnã e, em seu retorno aos EUA, começou a trabalhar em uma fábrica de eletrônicos durante o dia e em um restaurante à noite. Em 1972, Partain foi demitido da fábrica, e passou a trabalhar em dramaturgia, sendo convidado pelo diretor do teatro onde trabalhava para fazer um teste para o papel de Willy no filme de 1974 Lovin' Molly, de Sidney Lumet. Com a ajuda desse diretor, Partain conseguiu o papel e sua carreira de ator foi iniciada.
O diretor também conseguiu um próximo papel para Portain em um filme, indicando o ator a Kim Henkel, roteirista e produtor de The Texas Chain Saw Massacre. Partain originalmente faria o papel do "Caronista", mas não convenceu Tobe Hooper, o diretor do filme. Hooper decidiu que Portain seria Franklin e o colocou nesse papel. Franklin foi descrito por um crítico como um personagem "um pouco difícil de lidar" e cuja deficiência física havia o transformado em "um sujeitinho reclamador e desagradável, ou talvez ele fosse assim mesmo se usasse as pernas".
Depois de aparecer em mais dois filmes nos anos 1970 (Race with the Devil como Cal Mather e Rolling Thunder como o cunhado), Partain parou de atuar em 1978. Ele começou a aparecer novamente em filme nos anos 1990, começando com uma ponta em The Return of the Texas Chainsaw Massacre (1994), a terceira sequência do original de 1974. Um de seus outros papéis nessa década foi o de Ministro da Milícia do Texas no filme Burying Lana (1997).
Por cerca de 10 anos, Partain trabalhou como gerente regional de vendas da Zenith Electronics Corporation.

## Morte
Morreu de cancro em sua cidade natal no Texas em 28 de janeiro de 2005. Era casado com Jean E. Partain.

## Filmografia
- 1974 - Lovin' Molly
- 1974 - The Texas Chain Saw Massacre - Franklin Hardesty
- 1975 - Race with the Devil - Cal Mathers
- 1977 - Rolling Thunder - Cunhado
- 1994 - The Return of the Texas Chainsaw Massacre - Funcionário do hospital
- 1997 - Burying Lana - Ministro da Milícia do Texas
- 2003 - The Life of David Gale - Alcoólatra (não-creditado) (último papel no cinema)
- 2005 - The Forest Prime Evil